# Macroprionus heros
Macroprionus heros là một loài bọ cánh cứng trong họ Cerambycidae.